# Mimonectes loveni
Mimonectes loveni är en kräftdjursart. Mimonectes loveni ingår i släktet Mimonectes och familjen Mimonectidae. Inga underarter finns listade i Catalogue of Life.